# بينايمارفل
بلدية بينايمارفل (بالإسبانية: Benimarfull)‏, هي بلدية تقع في مقاطعة اليكانتي. جنوب شرق إسبانيا. يبلغ عدد سكانها 433 نسمة.